# 豬教授
豬教授（英語：Professor Pyg，又譯豬面教授、或是豬頭人）是一名在DC漫畫出版的漫畫中登場的虛構人物與超級反派，身為超級英雄蝙蝠俠的強敵之一。登場形象為一個喜歡帶著豬頭面具的瘋狂科學家，精通科學和外科醫術，喜歡到處綁架市民並將其做成自己喜愛的“藝術品”。

## 出版歷史
角色由漫畫家葛蘭·莫瑞森和安迪·庫伯特合作創立，首次登場於2007年7月發行的漫畫《蝙蝠俠》#666。創作者莫瑞森表示：“豬教授是蝙蝠俠漫畫中有史以來最為怪異且瘋狂透頂的角色，我們瞭解蝙蝠俠曾經面對過多名瘋狂反派，但我們還是決定讓這名角色讓外人看上去會非常敏感且並不適。”
莫瑞森表示豬教授的名號靈感來源於希臘神話中的皮格马利翁，其後來也改編成歌劇《賣花女》。豬教授之姓名也取自皮格馬利翁之姓名，“豬”（PYG）對應“皮格馬利翁”（Pygmalion）。皮格馬利翁是一位迷戀自己作品的雕刻家，剛好反應豬教授將其受害者改造成他理想的“藝術品”。

## 人物傳記
拉茲洛·瓦倫丁（Lazlo Valentin）原本是一名天賦異稟的化學家，但卻患上嚴重精神分裂症，這使他腦海中產生一個瘋狂的新人格「豬教授」。為了在人體裏試驗化學藥物，他組建奇異馬戲團，開始在全國各地巡迴演出；所到之處留下許多神秘的人口失蹤事件。作為一個近乎痴迷的完美主義者，豬教授通過在其受害者身上使用破壞身份的藥物以及手術，將他們製造成只聽命於自己的「機器娃娃」。
蝙蝠俠首次知悉豬教授和其暴行是自從他抓獲豬教授的一名傭人蛤蟆大師，他們來到高譚市原本是作為賽門·赫特的計畫。在那時候，豬教授開始於高譚市各處綁架市民來做實驗，甚至還抓獲羅賓並試圖將其做成他的機器娃娃之一，直到計畫被蝙蝠俠制止。

## 人物關聯

### 奇異馬戲團
奇異馬戲團（英語：Circus of Strange）是一個由豬教授組建並帶領的一個犯罪組織，更如同一個暗藏恐怖玄機的畸形秀；豬教授帶領馬戲團於全國各地做巡迴演出過程中，都會隨意綁架市民或是誘惑一些觀眾加入其行列，因此馬戲團不管路過哪裡都會出現許多人口神秘失蹤現象。除了豬教授以外還有其他幾名成員：
- 蛤蟆大師（英语：Mister Toad (comics)）：長相類似癩蛤蟆的成員。
- 磷龍（英语：Phosphorus Rex）：馬戲團裏的一位能夠控火的成員。
- 大頂婆（Big Top）：一位長滿鬍子的胖女人，被稱作是馬戲團的招牌表演項目。
- 暹（Siam）：身體連體的三胞胎。

### 機器娃娃
機器娃娃（英語：Dollotrons）是豬教授手底下的一群遭受過洗腦、類似機器人的士兵，不論男女、他們每人穿著和打扮都均相似於洋娃娃，每人臉上還被植入一個娃娃面具，由於連接著面部神經而無法靠手術來取出。機器娃娃的具體製作過程一直沒有透漏，但當中的細節包括著大腦手術、生殖器切割、和讓受害者染上某種大腦操縱藥物的藥癮等等殘酷手段。機器娃娃的數量高達數百人，只要是豬教授在哪裡，他們都能聽從其指令，突然從暗處跳出來。
其中一位傑出的機器娃娃為史嘉蕾（Scarlet），她是豬教授曾經改造過的俄國女子之女兒。由於豬教授完成對她的製作過程前被制止，讓她得以逃生並加入紅頭罩作為夥伴，她身上的傷疤雖然後來開始慢慢退卻，但有些地方還是留下難以抹除的痕跡。

## 其他媒體

### 電視劇
- 《蝙蝠俠：智勇悍將》
- 《小心蝙蝠俠（英语：Beware the Batman）》：豬教授作為動畫主要人物，由布萊恩·喬治（英语：Brian George）配音[3][4]。
- 《高譚》：豬教授於第四季中作為常設角色登場，由麥可·瑟佛瑞斯（英语：Michael Cerveris）扮演[5][6]。

在這部電視劇版本中，豬教授的身份背景跟原作有所不同。他在劇中身為一名專挑為企鵝人賣命的腐敗警察下手的連環殺手，所使用的計謀讓所有警察都不知從何下手；除了唯一的正義警察詹姆斯·高登以外，他將其餘所有警察都視為潛在目標。他的暴行和設局間接讓哈維·布洛克在警察局中喪失地位、以及企鵝人在城市裡的影響力慢慢崩塌，並且讓高登坐上警監位置。豬教授最終在蘇菲亞·法爾康尼開辦的孤兒院中被高登抓獲，但他不久後則逃離監禁並消失無蹤。在企鵝人帝國覆滅並入獄後，他再次於高登面前現身，並表露他和蘇菲亞一直以來的合作關係，受蘇菲亞雇用而從南部來到高譚市摧毀企鵝人的勢力，進而讓蘇菲亞掌控高譚惡勢力。當高登試圖奪回局勢時，豬教授因失去用處而被蘇菲亞槍殺。
- 2022年 《蝙蝠女俠 (電視劇)》第三季

### 電影
- 《自殺小隊：嚴厲懲罰（英语：Suicide Squad: Hell to Pay）》：由詹姆斯·厄爾巴尼亞克配音。

### 電子遊戲
- 《蝙蝠俠：阿卡漢騎士》：豬教授於這部遊戲系列首次現身，由德懷特·舒爾茨（英语：Dwight Schultz）配音[7]，作為支線任務「完美犯罪」的反派。

於這部遊戲中，豬教授和蝙蝠俠為初次對峙。蝙蝠俠首次注意到豬教授是通過高譚市各處擺設的六具無名屍體，每一具屍體均是面戴娃娃面具、打造成藝術品形式來示眾。由於高譚市被稻草人攻佔，蝙蝠俠代替警察調查這些屍體，發現每具屍體都有兩個共同點：均是在高譚市以外的全國各地遭綁架、並且都是失蹤於遊樂園或是公園周圍；這兩個共同點讓蝙蝠俠查到豬教授所經營的奇異馬戲團。蝙蝠俠來到豬教授於高譚市名下的一家美容院，花力氣戰勝豬教授並打敗他的十幾名機器娃娃後，救出所有遭他綁架的市民。蝙蝠俠隨後將豬教授逮捕回警察局，豬教授於途中稱他所殺死的受害人均是“靈魂過於殘破”，因此不值得變成他喜愛的“藝術品”。豬教授最終一起被關入企鵝人、雙面人等超級罪犯的牢房裡，關押期間不停地唱著他喜歡的歌劇音樂，讓周圍所有罪犯都選擇遠離他。